# Ясенівська сільська рада (Бродівський район)
Ясенівська сільська рада — орган місцевого самоврядування у Бродівському районі Львівської області. Адміністративний центр — село Ясенів.

## Розташування
Ясенівська сільська рада розташована в східній частині Львівської області, в південно-західному напрямі від районного центру міста Броди.

## Загальні відомості
Ясенівська сільська рада утворена в 1939 року. Населення — 3420 осіб.
Загальна територія Ясенівської сільської ради — 7212,0 га.

## Населені пункти
Сільській раді підпорядковані 7 населених пунктів.
| № | Назва населеного пункту | Населення | Площа, км² | Густота населення | Дата заснування |
| - | ----------------------- | --------- | ---------- | ----------------- | --------------- |
| 1 | с. Ясенів               | 1 228     | 2,15       | 570,9             | 1466            |
| 2 | с. Дуб'є                | 683       | 1,372      | 497.810           | 600             |
| 3 | с. Дубина               | 245       | 1,438      | 170,38            | 600             |
| 4 | с. Лучківці             | 869       | 2,33       | 372,96            | 1432            |
| 5 | с. Новичина             | 116       | 0,15       | 773,33            | 1550            |
| 6 | с. Теребежі             | 53        | 0,1        | 530               | 600             |
| 7 | с. Тріщуки              | 226       | 0,1        | 2260              | 1550            |

## Склад ради
Рада складається з 26 депутатів та голови.

### Керівний склад попередніх скликань
| ПІБ                       | Основні відомості                                                                              | Дата обрання | Дата звільнення |
| ------------------------- | ---------------------------------------------------------------------------------------------- | ------------ | --------------- |
| Глущак Богдан Миколайович | Сільський голова, 1950 року народження, освіта вища, член Всеукраїнського об'єднання «Свобода» | 26.03.2006   | 31.10.2010      |
| Глущак Богдан Миколайович | Сільський голова, 1950 року народження, освіта вища, безпартійний                              | 31.10.2010   | 26.02.2014      |
| Сенюта Марія Миронівна    | Сільський голова, 1971 року народження, освіта вища, позапартійна                              | 26.10.2014   |                 |

Примітка: таблиця складена за даними джерела